# Amphionthe doris
Amphionthe doris är en skalbaggsart som beskrevs av Bates 1879. Amphionthe doris ingår i släktet Amphionthe och familjen långhorningar. Inga underarter finns listade i Catalogue of Life.